# PetroRecôncavo
A PetroRecôncavo é uma empresa brasileira de capital aberto com foco na produção de petróleo e gás,  especializada na operação, desenvolvimento e revitalização de campos maduros em bacias terrestres de óleo e gás (onshore).

## Histórico
Fundada em 1997, a PetroRecôncavo surgiu após a promulgação da Lei do Petróleo em 1997, que quebrou o monopólio estatal do petróleo, abrindo espaço para operadoras independentes.
O empreendimento surgiu da união de três acionistas: a PetroSantander (uma empresa americana com operações na Colômbia de campos maduros) (49%), o Opportunity (35%) e o Grupo Perbras (16%), da família Santos, uma empresa de sondas.
Entre 1997 e 2003, a PetroReconcavo adquiriu seus primeiros blocos, ao celebrar contrato de produção com a Petrobrás, para operar 12 campos maduros para exploração no Recôncavo Baiano. Nesse período também atuou em recuperação da produção.
Em 2019, a PetroReconcavo adquiriu o Polo Riacho da Forquilha, no âmbito do programa de desinvestimentos da Petrobras, no qual o polo era o primeiro e maior polo de produção onshore, composto de 33 concessões na Bacia Potiguar.
Em junho de 2021, concluiu o IPO na Bolsa de Valores de São Paulo, arrecadando cerca de R$ 1 bilhão.
Em 2021, a empresa assumiu a operação do Polo Miranga, recebendo a concessão e operação de nove campos terrestres. Também assumiu a concessão e operação dos 12 campos do Polo Remanso. Ambos os polos estão localizados na Bacia do Recôncavo.
Em 2022, a PetroReconcavo assinou contrato de fornecimento de gás natural para as distribuidoras Potigás, PBGás e BahiaGás.